# 이중 공감 문제

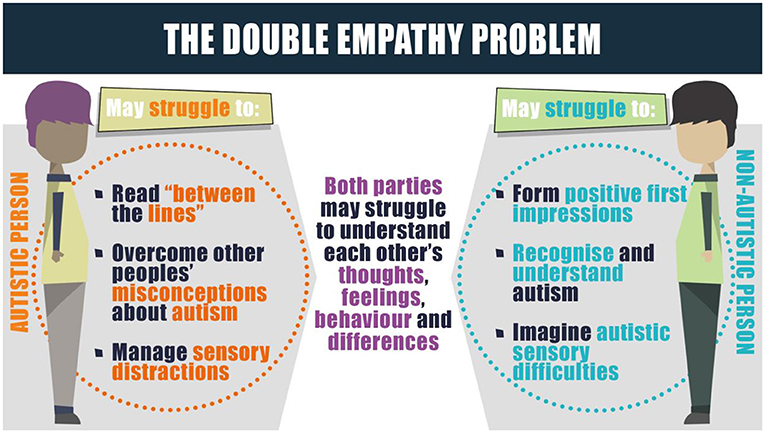
이중 공감 문제를 묘사하는 이미지

이중 공감 문제란 자폐인이 비자폐인과의 관계에서 경험하는 사회적/의사소통적 문제를 설명하는 새로운 이론이다. 주장의 개요는 자폐인과 비자폐인의 상호간 이해 결여와 의사소통 및 사회인지적 특성, 경험의 양극향적 차이로 인해 자폐인과 비자폐인 사이의 관계에 문제가 생긴다는 것이다. 실제로 자폐인들은 다른 자폐인과의 관계에서는 사회적 상호작용이나 공감에 별 어려움을 겪지 않는다는 것이 근거가 된다. 기존의 주요 이론들과의 차이는 문제의 원인을 자폐인 편측의 선천성 능력 결여에서 찾지 않는다는 것이다. 기존의 주요 이론은 사이먼 바론 코헨Simon Baron-Cohen 교수가 주장한 것으로 자폐인의 선천적인 공감과 ToM 기관의 결여를 원인으로 지목했으나, 현재는 재현 실패와 새로운 복합적 발견들로 인해 실증적인 측면에서 의문과 반박이 제기되고 있다. 실제로 사이먼 교수는 2020년 12월의 팟캐스트와 2022년 3월의 기고글에서 이중 공감 문제와 그 근거가 되는 최근의 발견들을 인정했다. 2015년 이래 이 이론에 대한 연구는 점점 늘어나고 있고, 실험, 질적연구, 참여관찰 등의 방법론을 이용한 그러한 연구들의 결과는 이론을 일관적으로 지지하고 있다.

## 역사
마음이론과 공감 이론에 기반한 초기의 자폐 연구들은 자폐의 제1원인을 ToM의 부재로 지목했다. 대표적인 연구가 바로 상술한 사이먼 바론코헨 교수의 1980~90년대 연구들로, 그의 이론은 자폐인의 상태를 마음맹mindblindness이라 지칭했다. 그의 이론은 2005년 《마음맹》으로 출간되었다.</ref>
21세기 초에 들어서야, ToM 이론을 근거로 한 자폐 관련 실험들이 자폐인 대 신경전형인 상호작용의 어려움을 자폐인의 내재적 사회성 부재 탓으로 오독하도록 유인하고 있는 게 아니냐는 의문이 학계에서 제기되었다. 대안으로 제시된 가설은 자폐인과 신경전형인 사이의 신경학적 차이점이 둘 사이의 이해를 어렵게 한다는 주장이었다.
이중 공감 문제라는 용어를 처음으로 사용한 것은 자폐 연구가 다미안 밀턴으로, 2012년의 일이다.

## 신경학적 대조연구
자폐인 대 자폐인의 친교관계 형성 난이도와 의사소통 효율성에 대한 연구들은 자폐증 성인들이 같은 자폐인과의 관계에서 더 양호한 관계를 형성하며 쉽게 의사소통한다는 결과를 냈다. 자폐인 대 신경전형인의 관계보다 자폐인 대 자폐인의 관계가 더 친밀하게 형성되며, 서로를 이해하고 상대의 생각과 의도를 추측함에 있어 신경전형인의 그것보다 더 나은 성과를 내었다. 자폐에 가까운 특성을 가진 자폐인의 친족들이 그렇듯이 말이다.
자폐인이 신경전형인을 이해함에 있어 처참한 성과를 보이듯이, 신경전형인이 자폐인을 이해함에 있어 보이는 성과도 그러했다. 사실, 전자의 이해도가 후자의 그것보다 더 높은데, 이는 자폐인들이 비-자폐인 사회에 살아가기 위해서는 신경전형인을 이해할 수 있어야만 하기 때문이다. 특히 많은 자폐인은 자폐인 사이의 공통경험인 청소년기의 왕따나 괴롭힘을 회피하는 과정에서 신경전형인을 습득하게 된다.
자폐인의 ToM 기관은 보통 논리와 규칙을 기반으로 구성되는데, 이는 신경전형인들과 다른 점이다. 만일 자폐인이 선천적으로 사회적 의사소통 능력이 떨어진다면, 자폐인과 자폐인 사이의 의사소통에 있어서도 자폐인과 비자폐인 사이의 의사소통 만큼이나 여러 문제가 생기는 것이 맞다. 이 연구는 심리학과 정신의학 학계에서 흔히 퍼진 추정에 대해 이의를 제기한다. 자폐인의 사회적 능력이 여태껏 낮게 여겨진 것은 그들이 다른 자폐인을 만나고 서로 어울리기 어려운 신경전형인 중심적 사회에서 살기 때문이다.
2018년의 새로운 연구는 자폐인들이 무생물을 의인화하곤 한다는 조사 결과를 냈다. 이는, 여태껏 흔히 알려졌듯이 자폐인들이 공감능력을 상실한 것이 아니라, 그들의 공감방식이 신경전형인보다 복잡함과 동시에 더 포괄적일지도 모른다는 관점을 제시한다.

## 자폐인들의 관점
많은 자폐 활동가들이 이중 공감 문제 관점을 지지하며, 과거의 ToM 이론은 자폐인에게 낙인으로 작용했음을 지적했다. 자폐인-신경전형인 관계에서의 상호 이해 결여를 자폐인 측의 전적인 책임으로 돌리는 동시에 그들을 공감 능력 없는 비인간적 존재로 보이게 했다는 것이다.
다미안 밀턴은 기존의 ToM 이론을 백신 자폐 유발설만큼이나 말도 안 된다고 주장했다.

## 같이 보기
- 통합 (장애인 인권)
- 장애의 의학적 모델
- 장애의 사회적 모델